# جامع حرمل
جامع حرمل أو جامع القنيطرة هو جامع تونسي يقع في نهج الصباغين في مدينة تونس العتيقة في تونس العاصمة.

## التاريخ
يرجع تشييد المسجد إلى العهد الحفصي، بناه علي ثابت، أحد وزراء يوسف داي أثناء القرن السابع عشر.

## معرض الصور

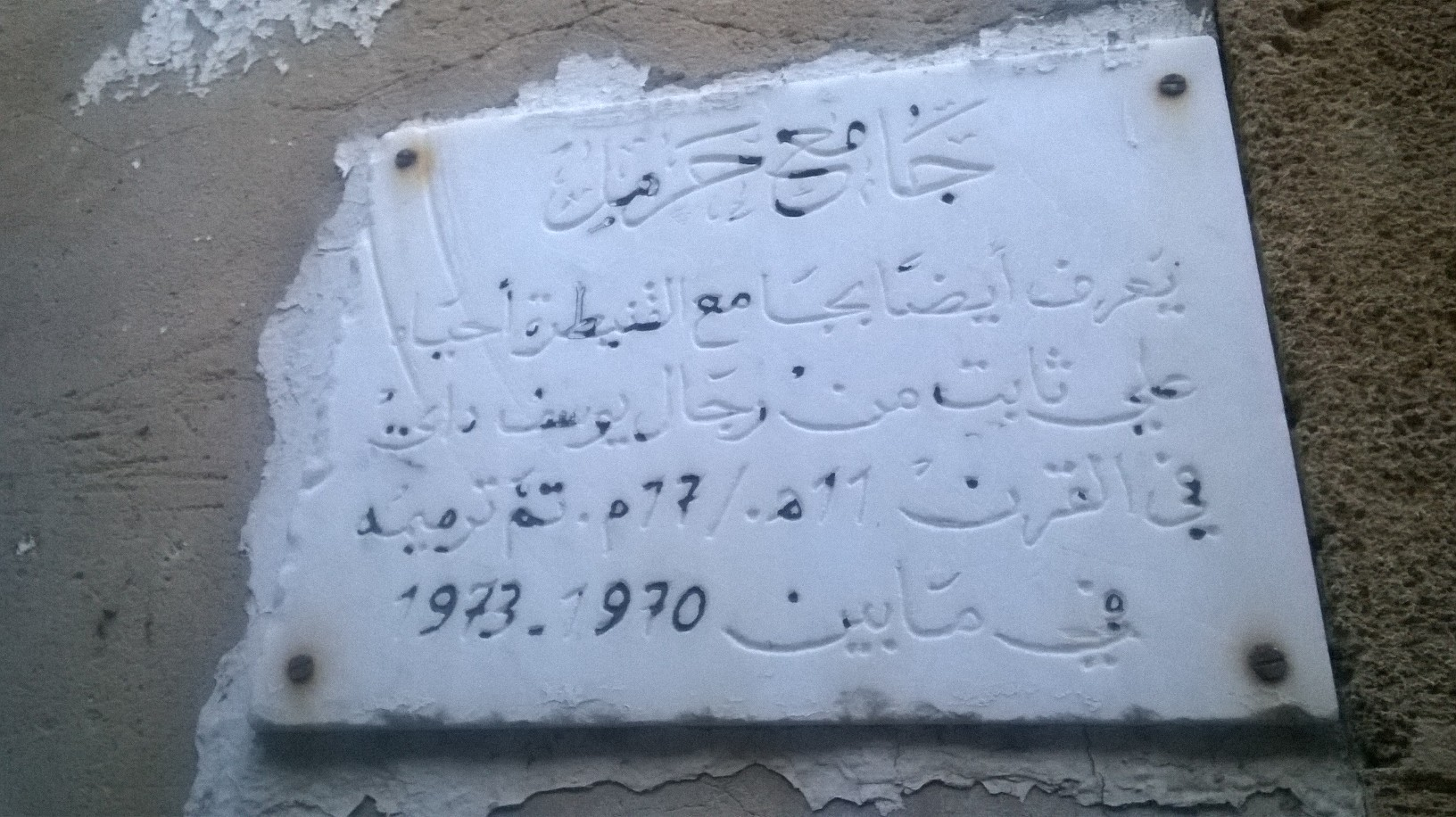
لوحة تذكارية خارج الجامع.
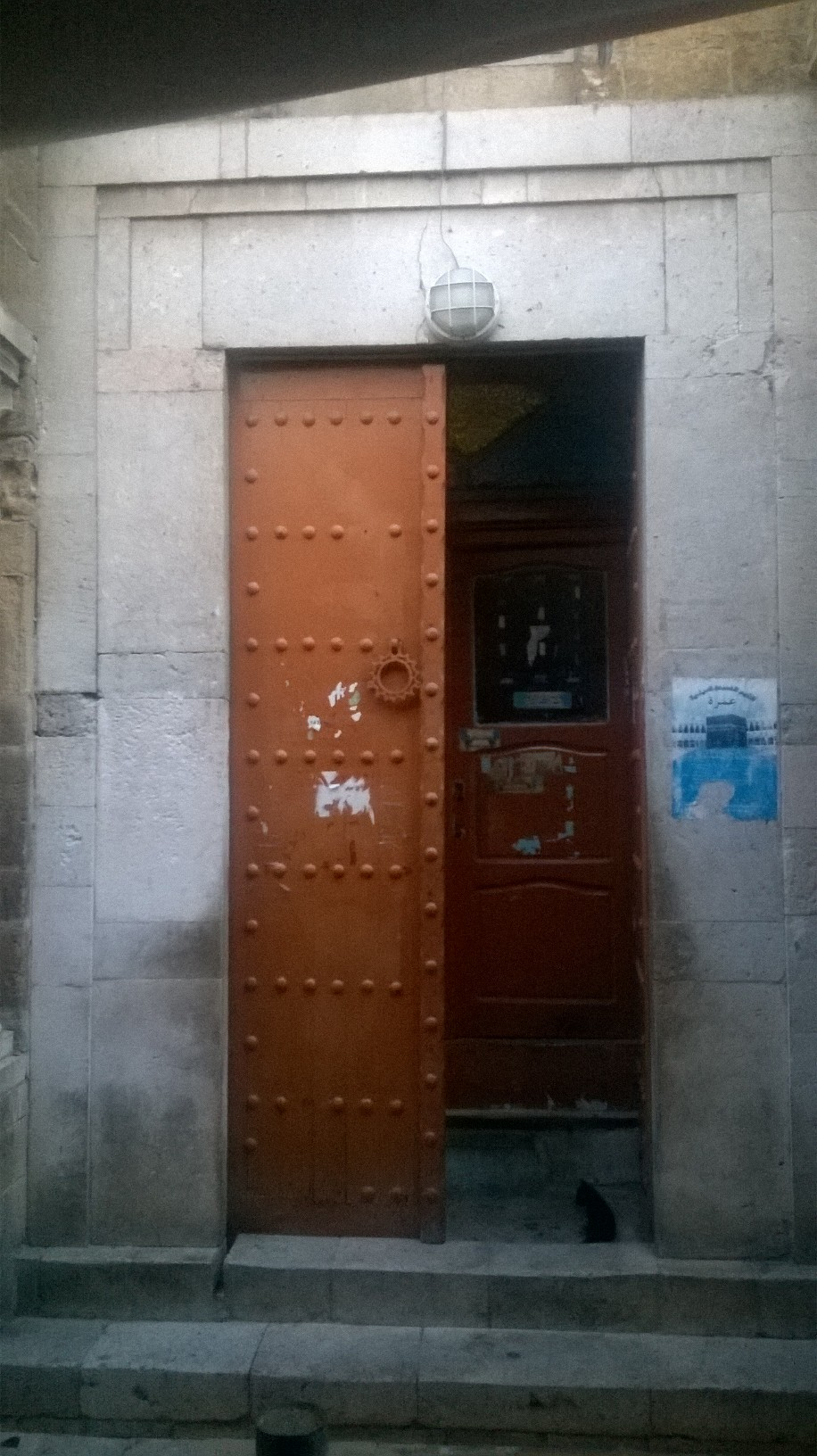
مدخل الجامع.
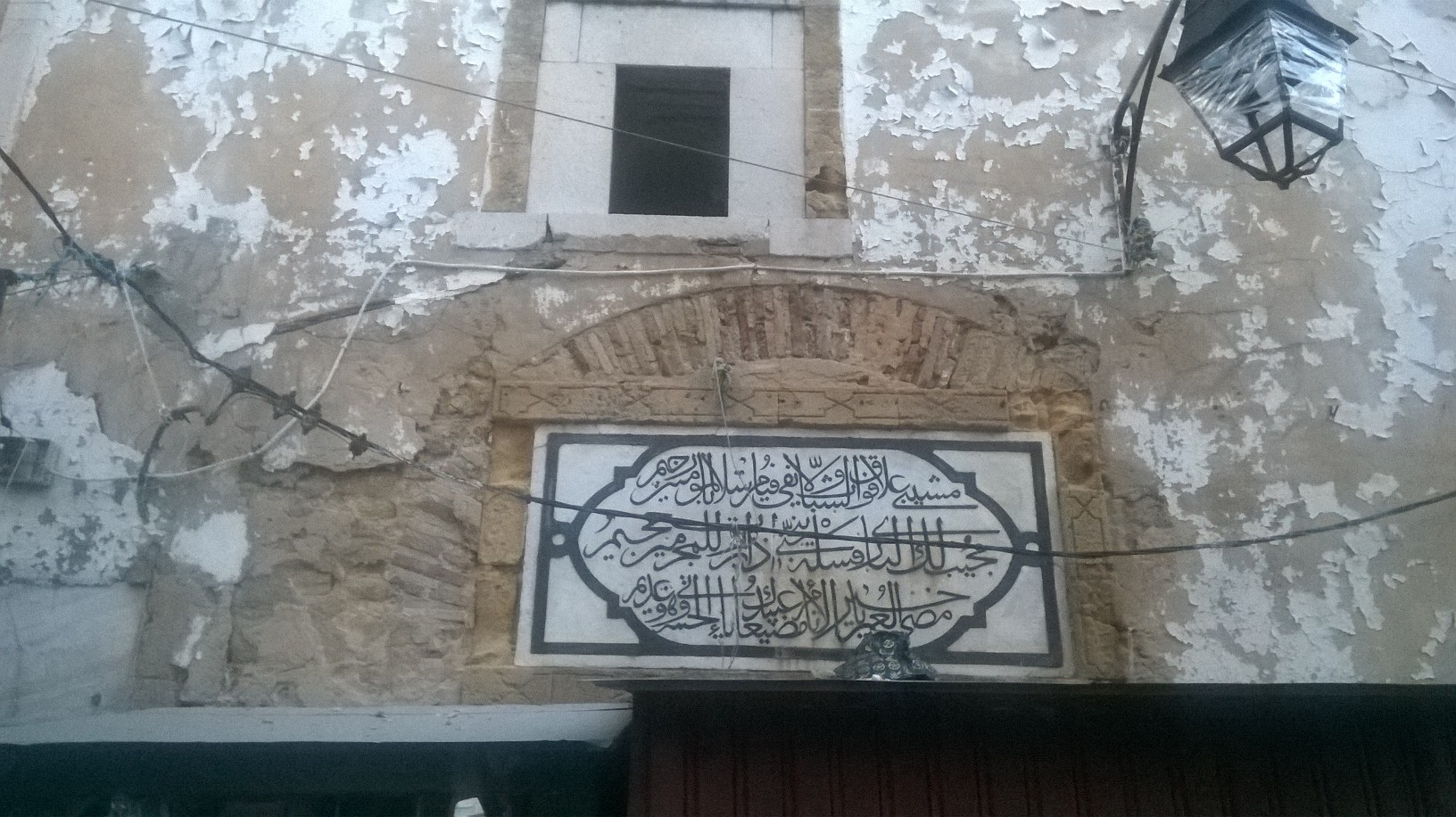
كتابة موجودة فوق المدخل.

## مقالات ذات صلة
- مساجد مدينة تونس